# 唐錦舟
唐錦舟（？年—？年），四川夔州府达县人，儒籍，明朝政治人物，進士出身。

## 生平
四川鄉試舉人，二十年（1484年）登甲辰科二甲第五名進士，授户部主事，歷官户部郎中，弘治七年初督理遼東粮储，往才数月，总兵官李杲等奏其出纳无法，令徵还京。十三年九月升两淮都转运盐使司运使，十八年十二月升陕西布政司左參政，正德三年（1508年）正月考察闲住。

## 家族
父唐仁，吏科給事中。母周氏，封孺人；继母舒氏，封孺人。